# Федеральная администрация (Швейцария)

Логотип федеральных учреждений Швейцарской Конфедерации

Федера́льная администра́ция (нем. Bundesverwaltung, фр. Administration fédérale, итал. Amministrazione federale, романш. Administraziun federala) — одна из составляющих исполнительной ветви власти Швейцарской Конфедерации, наряду с Федеральным советом. Состоит из семи министерств, Федеральной канцелярии, а также децентрализованных административных единиц (около 90 ведомств) и подчиняется Федеральному совету.
Каждый член Федерального совета возглавляет одно из министерств (министерский принцип) и несёт за него политическую ответственность. В Федеральной администрации работает приблизительно 37 000 человек. Федеральный канцлер возглавляет Федеральную канцелярию. Министерства Швейцарии: Министерство иностранных дел Швейцарии — ИДШ, Министерство внутренних дел Швейцарии — ВДШ, Министерство юстиции и полиции Швейцарии — МЮПШ, Министерство обороны, гражданской обороны и спорта Швейцарии — ОГОС, Министерство финансов Швейцарии — МФШ, Министерство экономики, образования и науки Швейцарии — ЭОН, Министерство окружающей среды, транспорта, энергетики и связи Швейцарии — ОСТЭС.
Для осуществления принципа разделения властей Федеральное собрание с парламентскими полномочиями и Федеральный суд являются независимыми органами.
Каждое министерство состоит из соответствующих ведомств.

## Швейцарская федеральная канцелярия— ФК
Федеральный канцлер — Вальтер Турнхер
- Штаб правления: Функции управления и координации для помощи федеральному канцлеру
- Подразделение федерального канцлера
  - Управление планирования и стратегии (разрабатывает в т. ч. вместе с министерствами отчёт о планировании законодательства, программу Федерального совета на год, а также ежегодный отчёт о работе для парламента)
  - Управление политических прав (проверяет народные инициативы, контролирует поданные списки подписей, организует референдумы, а также парламентские выборы, обрабатывает относящиеся к этому жалобы)
  - Управление подготовки к кризисным ситуациям федерального уровня
  - Управление делопроизводства и процедур
  - Внутренние службы (управление персоналом, финансовая система и учёт, логистика, информатика и т д.)
- Подразделение Федерального совета (под руководством вице-канцлера Томаса Хельблинга)
  - Управление делами Федерального совета (предварительная и дополнительная работа для заседаний Федерального совета)
  - Управление права (контрольная и совещательная функции в ходе законодательного процесса)
  - Центральная лингвистическая служба
  - Подведомственный центр официальных публикаций (ПЦОП) (выпускает федеральную газету, официальный сборник и систематические собрания федерального законодательства)
- Подразделение информации и связи с общественностью (под руководством вице-канцлера и представителя Федерального совета Андре Симонацци)
  - Управление информации и связи с общественностью (информирует СМИ и общественность о деятельности Федерального совета и Федеральной канцелярии)
  - Управление электронной межведомственной связи (обеспечивает в т. ч. представление Швейцарской Конфедерации в сети интернет)
  - Управление коммуникационной поддержки

В административном отношении Федеральной канцелярии подчиняется:
- Федеральный уполномоченный по защите информации и гласности (ФУЗИГ)

## Министерство иностранных дел Швейцарии— МИДШ

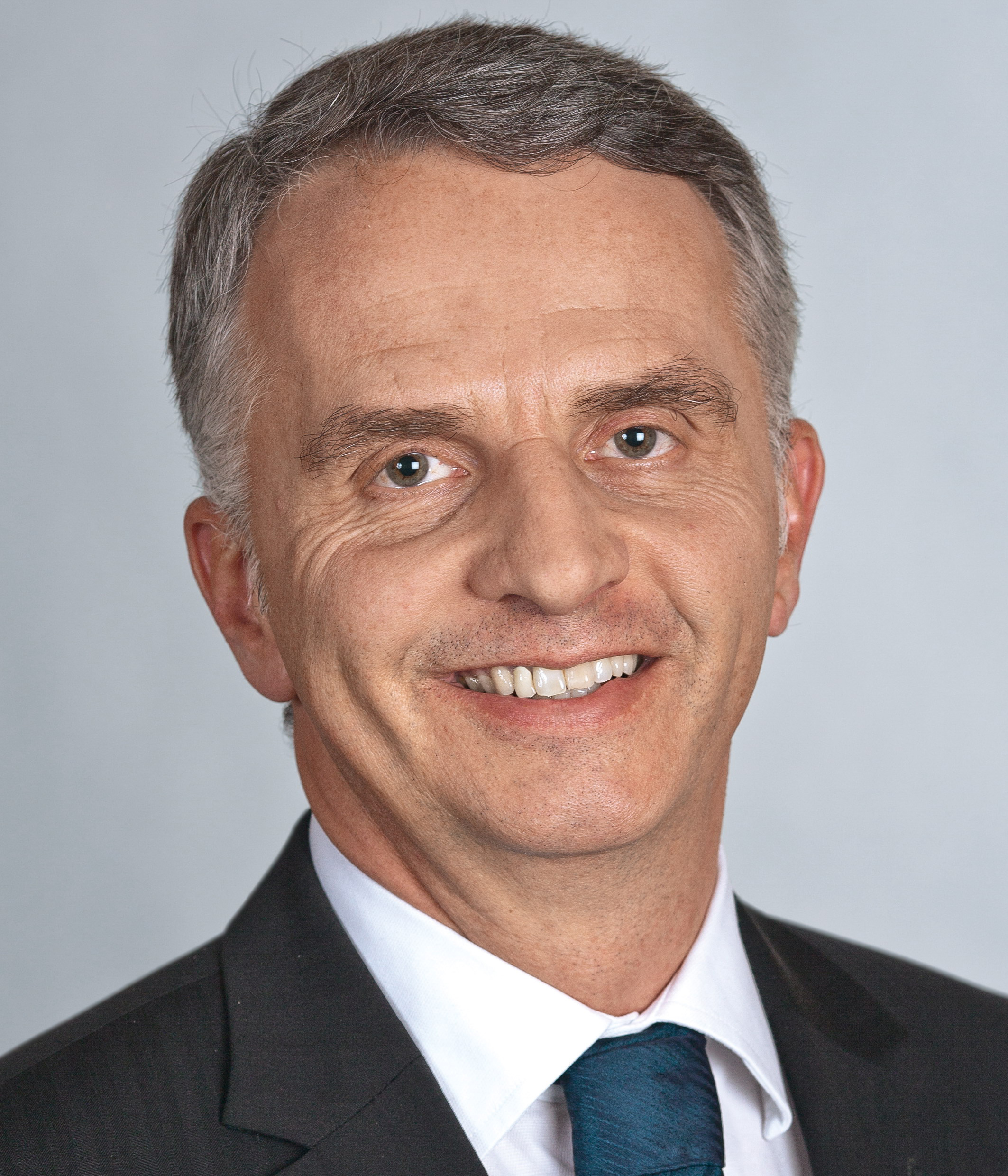
Дидье Буркхальтер — Министерство иностранных дел Швейцарии

Федеральный советник — Дидье Буркхальтер, заведующий министерством
- Генеральный секретариат (ГС-МИДШ)
  - Служба мирового присутствия Швейцарии
- Статс-секретариат (СТС) (статс-секретарь Ив Росье)
  - Служба протокола
  - Политическая дирекция (ПД)
- Европейская дирекция (ЕД)
- Дирекция по ресурсам (ДР)
- Консульская дирекция (КД)
- Дирекция международного права (ДМП)
- Дирекция по развитию и сотрудничеству (ДРС)

## Министерство внутренних дел Швейцарии— МВДШ

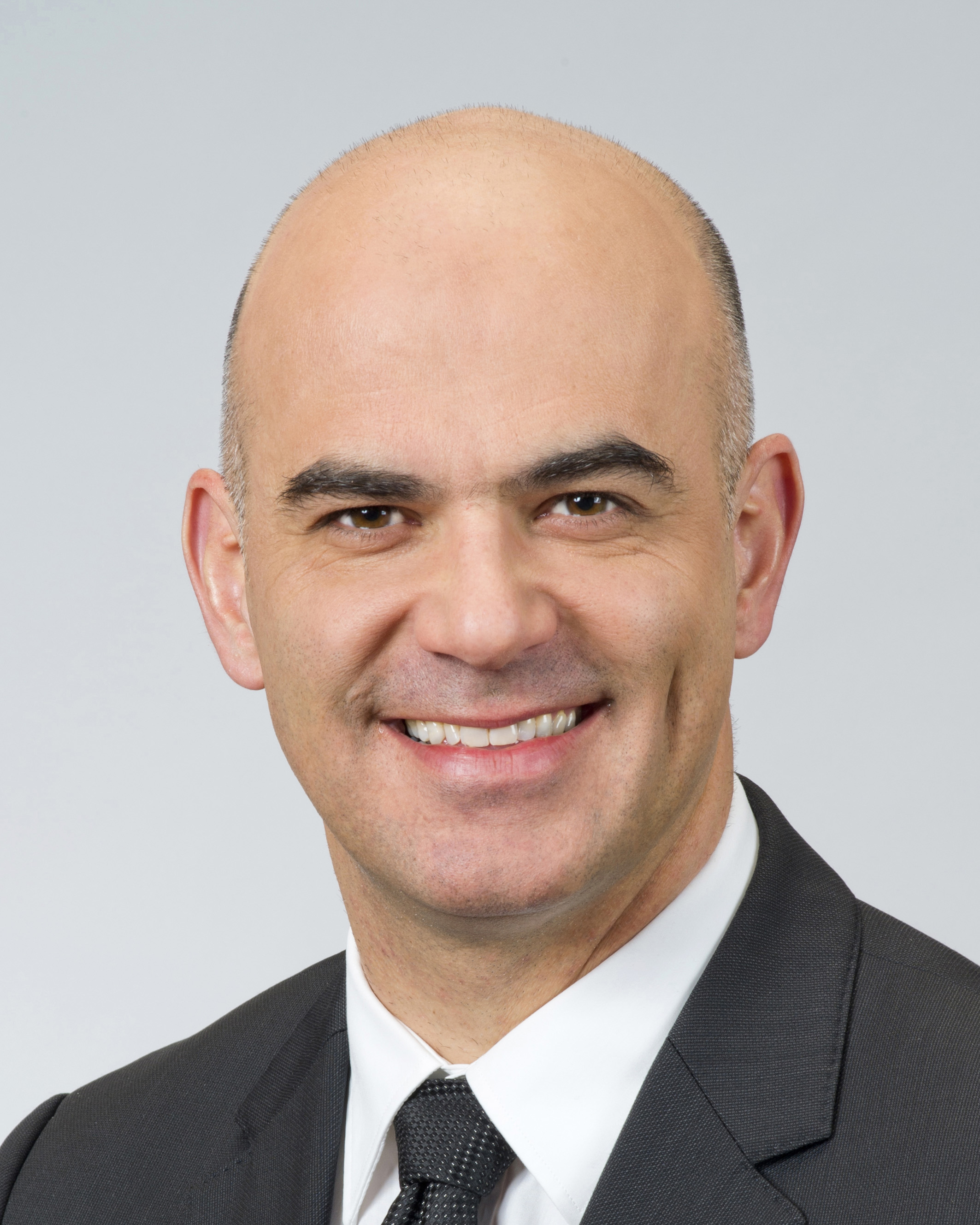
Ален Берсе — Министерство внутренних дел Швейцарии

Федеральный советник — Ален Берсе, заведующий министерством
- Генеральный секретариат
  - Комиссия Швейцарии против расизма
  - Отделение по борьбе с расизмом
  - Надзор за благотворительными фондами Швейцарии
  - Бюро Швейцарии по уравниванию людей с ограниченными возможностями
- Бюро Швейцарии по равноправию мужчин и женщин (БШР)
- Федеральное ведомство по чистоте пищевых продуктов и ветеринарному обслуживанию (ВЧВ)
  - Институт вирусологии и иммунологии (ИВИ)
- Федеральное ведомство по культуре (ФВК)
  - Швейцарская национальная библиотека (НБ)
- Швейцарский федеральный архив (ФА)
- Федеральное ведомство по метеорологии и климатологии (MeteoSchweiz)
- Федеральное ведомство по здравоохранению (ФВЗ)
- Федеральное ведомство по статистике (ФВС)
- Федеральное ведомство по социальному страхованию (ВСС)

В административном отношении к МВДШ относятся:
- Швейцарский институт лекарственных средств (Swissmedic)
- Швейцарский национальный музей (ШНМ)
- Фонд Pro Helvetia
- Надзорная комиссия профессиональной профилактики (НК ПП)

## Министерство юстиции и полиции Швейцарии— МЮПШ

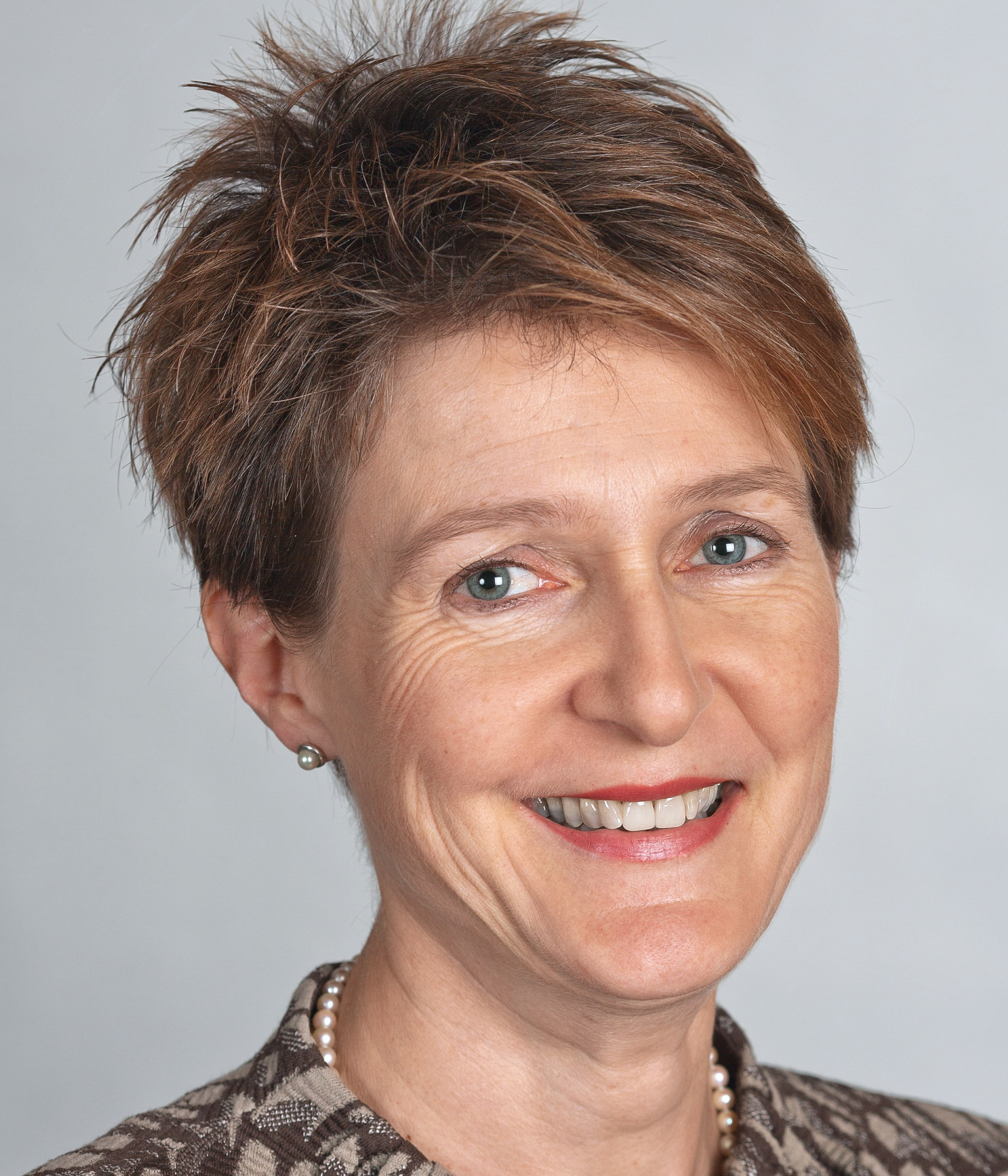
Симонетта Соммаруга — Министерство юстиции и полиции Швейцарии

Федеральный советник — Симонетта Соммаруга, заведующая министерством
- Генеральный секретариат
  - Комиссия по игорным домам Швейцарии (КИДШ)
  - Арбитражная комиссия Швейцарии по реализации авторских прав и защите прав наследников (АКШ)
  - Служба по контролю за почтой и телекоммуникациями
  - Комиссия по предотвращению пыток
- Федеральное ведомство юстиции (ВЮ)
- Федеральное ведомство полиции (fedpol)
- Статс-секретариат по делам миграции (СДМ)

В административном отношении к МЮПШ относятся:
- Швейцарский институт сравнительного правоведения (ШИСП)
- Институт интеллектуальной собственности Швейцарии (ИИС)
- Институт метрологии Швейцарии (ФВМЕТ)
- Контрольная инспекция Швейцарии (КИШ)
- Кантональные паспортные бюро

## Министерство обороны, гражданской обороны и спорта Швейцарии— ОГОС

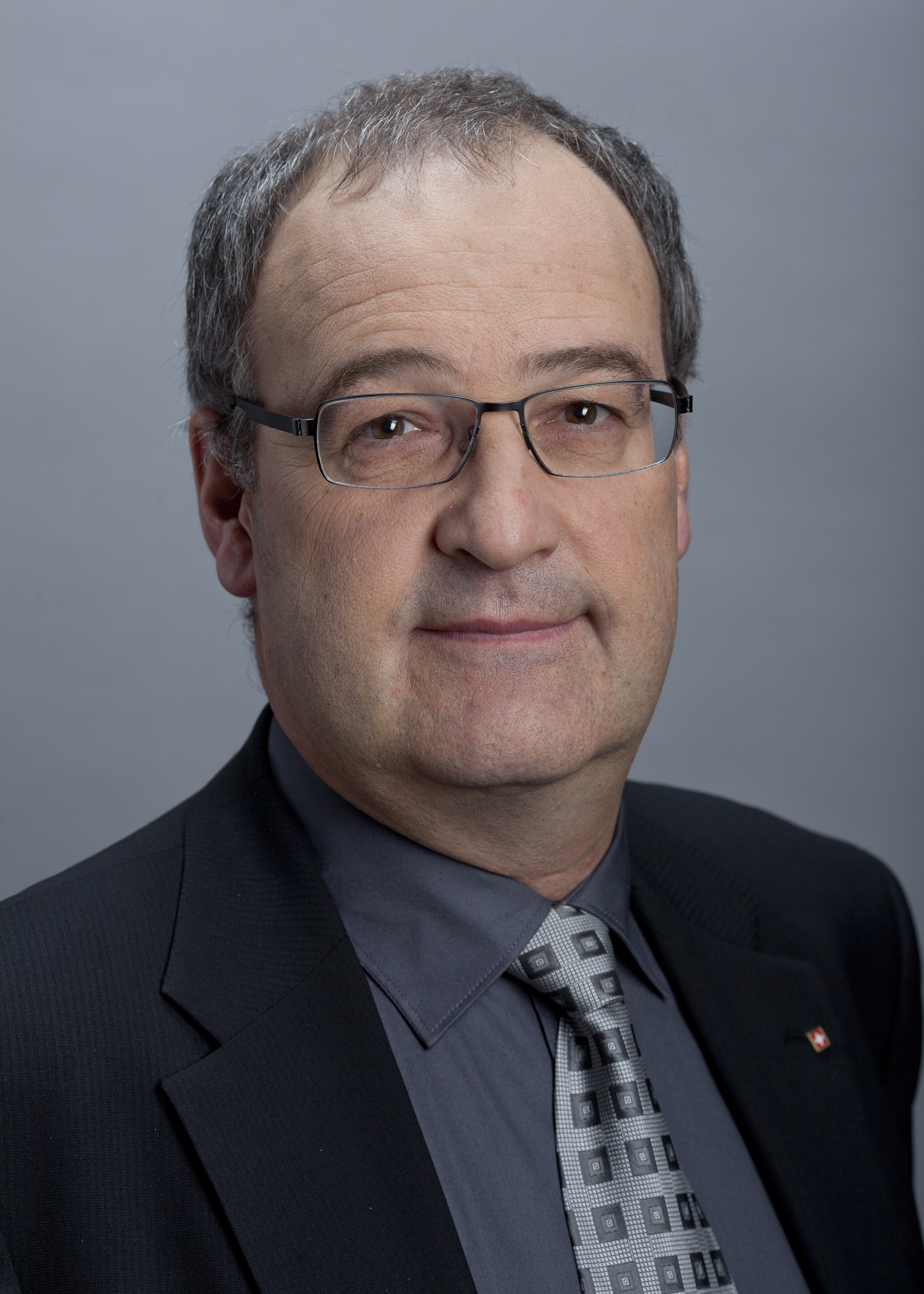
Ги Пармелен — Министерство обороны, гражданской обороны и спорта Швейцарии

Федеральный советник — Ги Пармелен, заведующий министерством
- Генеральный секретариат (ГС-ОГОС)
- Главная ревизионная комиссия (ГРК)
- Разведывательная служба Швейцарии (РСШ)
- Отделение обороны (командующий армией командир корпуса Андре Блатман)
  - Штаб армии (ША)
  - Штаб оперативного руководства армии (ШОРА)
  - Сухопутные войска (СВ)
  - Военно-воздушные силы (ВВС)
  - Высшая подготовка кадров (ВПК)
  - Службы тыла и снабжения армии (СТС)
  - Службы административной поддержки (САП)
- Федеральное ведомство по гражданской обороне (ФВГО)
  - Шпицкая лаборатория
  - Национальная база предупреждения о чрезвычайных ситуациях
- Федеральное ведомство по спорту (ФВСПО)
- Отделение Armasuisse (ar)
- Федеральное ведомство по национальной топографии (swisstopo)

## Министерство финансов Швейцарии— МФШ

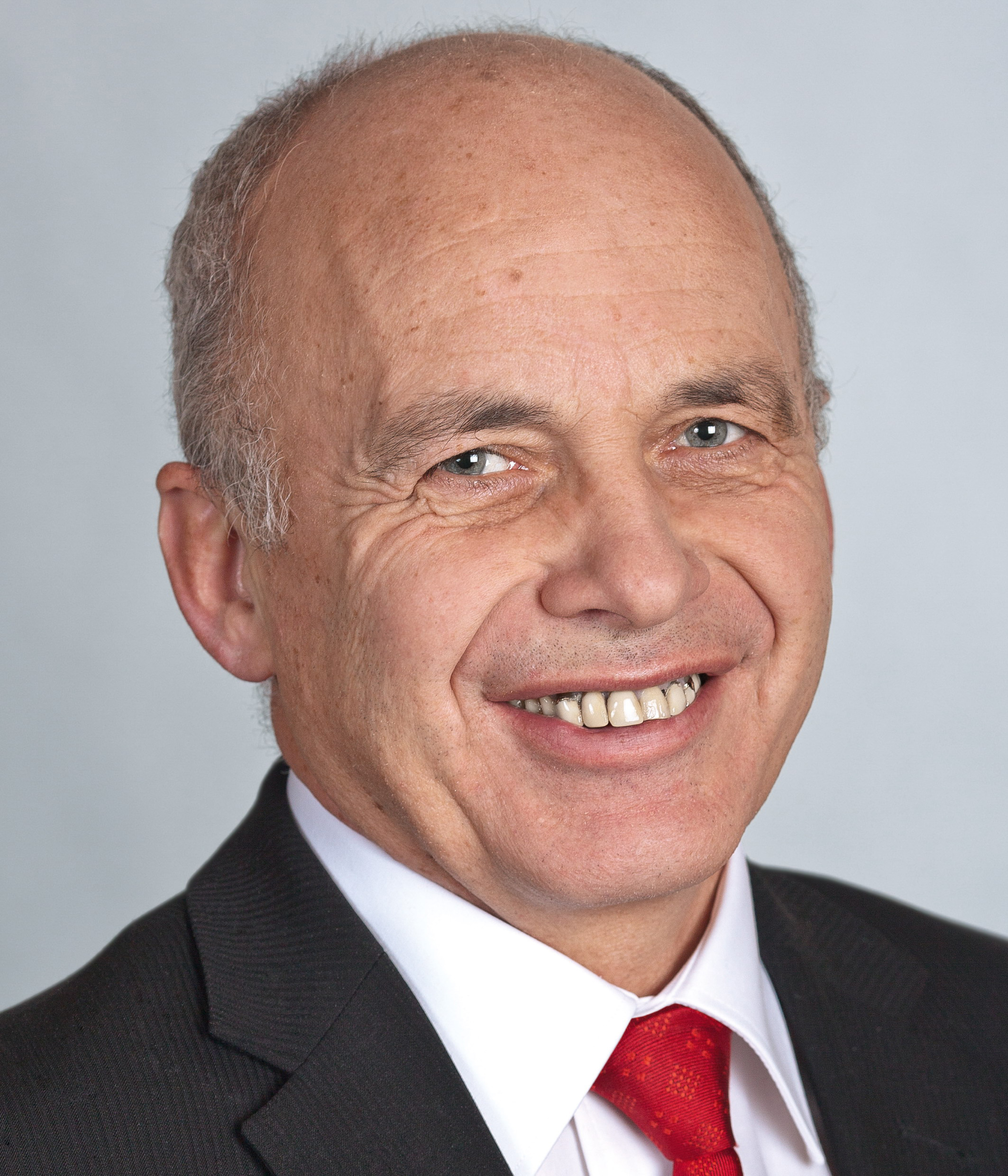
Или Маурер — Министерство финансов Швейцарии

Федеральный советник — Или Маурер, заведующий министерством
- Генеральный секретариат
- Орган информационного управления Швейцарии (ИУШ)
- Статс-секретариат по международным финансовым вопросам (СМФ)
- Финансовое управление Швейцарии (ФУШ)
  - Центральная казначейская служба (ЦКС)
  - ОФициальный монетный двор Швейцарии (Swissmint)
- Управление кадров Швейцарии (УКШ)
- Налогово-финансовое управление Швейцарии (НФУШ)
- Таможенное управление Швейцарии (ТУШ)
  - Корпус пограничной охраны (КПО)
- Управление по алкоголю Швейцарии (УАШ)
- Федеральное ведомство по строительству и логистике (ВСЛ)
  - Комиссия Швейцарии по закупкам
- Федеральное ведомство по информатике и телекоммуникациям (ВИТ)

В административном отношении к МФШ относятся:
- Надзор за финансовым рынком Швейцарии (НФР)
- Финансовый контроль Швейцарии (ФКШ)
- Пенсионная касса Швейцарии (PUBLICA)

## Министерство экономики, образования и науки Швейцарии— ЭОН

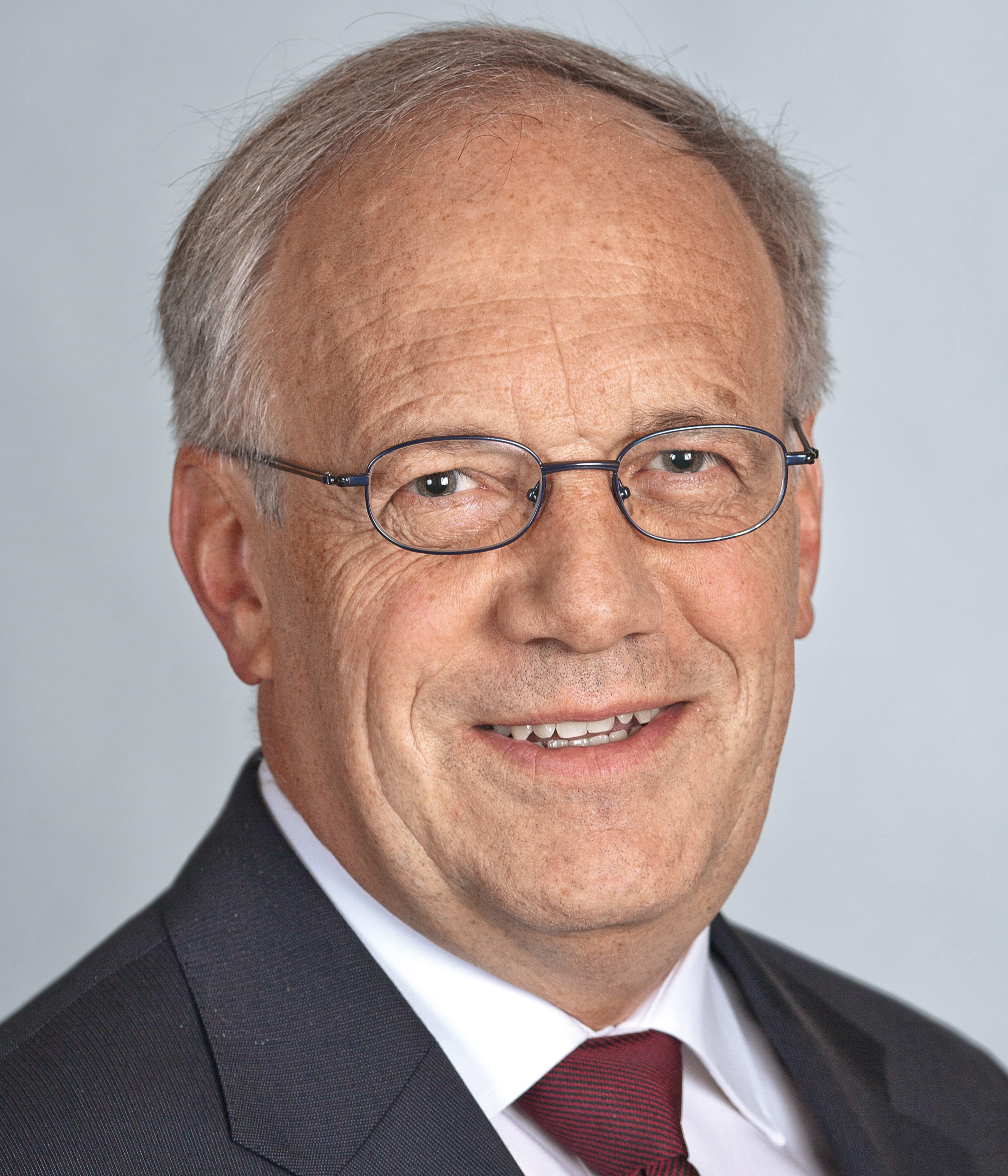
Йоханн Шнайдер-Амманн — Министерство экономики, образования и науки Швейцарии

Федеральный советник — Йоханн Шнайдер-Амманн, заведующий министерством
- Генеральный секретариат
  - Контролёр цен
  - Бюро по запросам потребителей
  - Служба исполнения гражданской службы
- Статс-секретариат по экономике (ССЭ) (статс-секретарь Мари-Габриель Инайхен-Фляйш)
- Статс-секретариат по образованию, науке и инновациям (СОНИ) (статс-секретарь Мауро делл’Амброджо)
- Федеральное ведомство по сельскому хозяйству (ВСХ)
  - Научно-исследовательские институты Швейцарии
- Федеральное ведомство по экономически обеспеченному существованию (ВЭОС)
- Федеральное ведомство по жилищному делу (ВЖД)

В административном отношении к ЭОН относятся:
- Подразделение политехнических школ Швейцарии
- Комиссия по технологиям и инновациям (КТИ)
- Комиссия по конкуренции (КК)
- Высший институт профессиональной подготовки Швейцарии (ИППШ)

## Министерство окружающей среды, транспорта, энергетики и связи Швейцарии— ОСТЭС

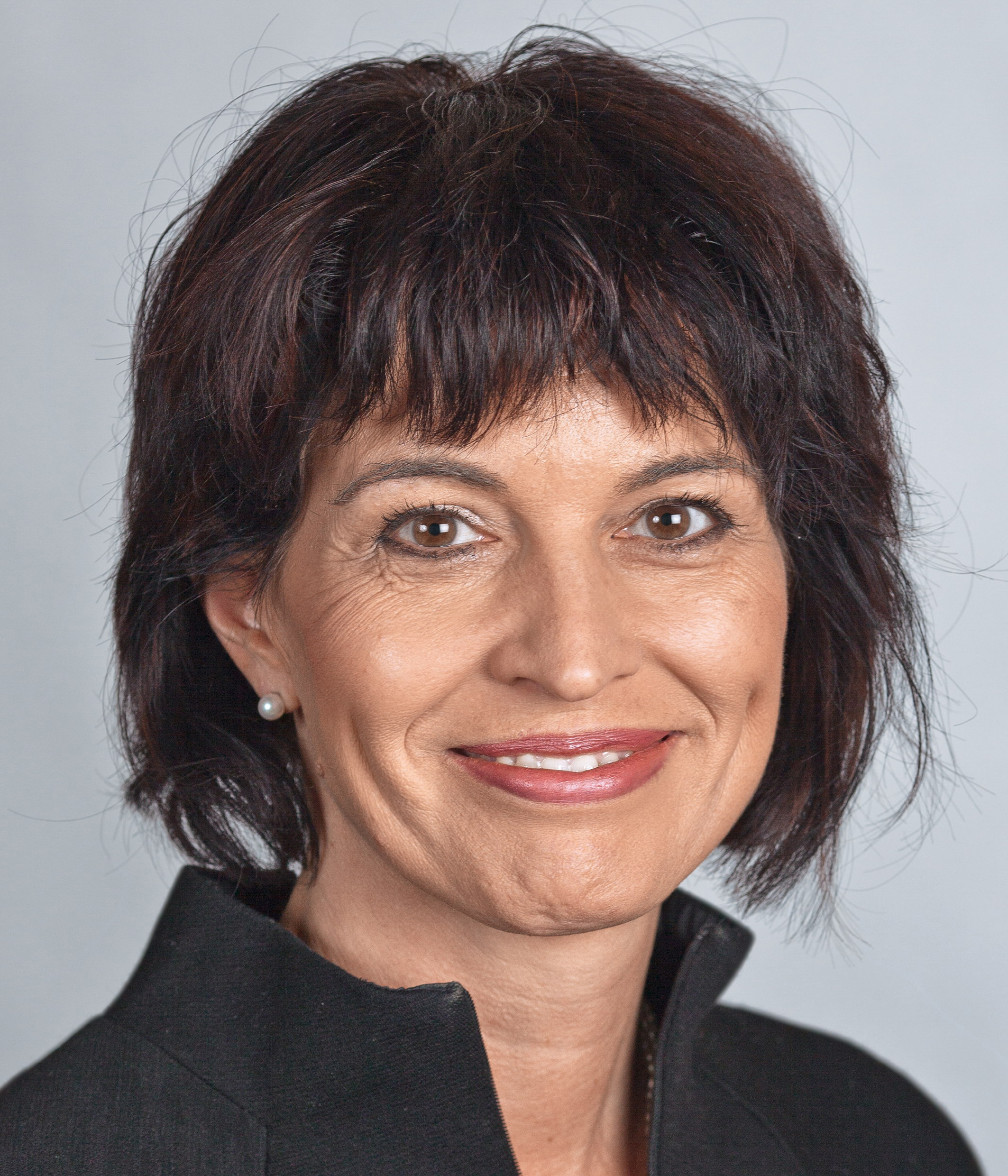
Дорис Лойтхард — Министерство окружающей среды, транспорта, энергетики и связи

Федеральный советник — Дорис Лойтхард, заведующая министерством
- Генеральный секретариат
  - Независимая апелляционная инстанция по радио и телевидению (НАИ)
  - Почтовая комиссия Швейцария
  - Швейцарская служба проверки безопасности (СПБ)
  - Инспекция по атомной безопасности Швейцарии (ИАБШ)
  - Арбитражная комиссия по железнодорожному транспорту (АКЖД)
  - Энергетическая комиссия Швейцарии (ElCom)
  - Комиссия по связи Швейцарии (ComCom)
  - Инспекция по току высокого напряжения Швейцарии (ИТВН)
  - Инспекция по трубопроводной арматуре Швейцарии (ИТА)
  - Служба безопасности гражданской авиации (СБГА)
- Федеральное ведомство по транспорту (ФВТ)
- Федеральное ведомство по гражданской авиации (ФВГА)
- Федеральное ведомство по энергетике (BFE)
- Федеральное ведомство по путям сообщения (ВПС)
- Федеральное ведомство по связи (ФВС)
- Федеральное ведомство по окружающей среде (ФВОС)
- Федеральное ведомство по региональному развитию (ВРР)

## Внепарламентские комиссии
Внепарламентские комиссии — органы, назначенные Федеральным советом или министерствами, которые исполняют государственные задачи для правительства и управлений. Они функционируют в соответствии с Постановлением о комиссиях от 3 июня 1996 г. (SR 172.31). Внепарламентские комиссии выполняют две общих функции: дополняют федеральное управление в вопросах, где недостаёт специальных сведений, и координируют их использование. Поэтому назначение новых внепарламентских комиссий производится достаточно часто, когда государство должно выполнить принципиально новые задачи, а соответствующих специальных сведений в распоряжении не имеется. Кроме того, это полезное средство представления интересов организаций из сфер политики, экономики и общественной деятельности. Такая совместная работа способствует компромиссам, которые основаны не только на чистом лоббизме. Соответственно, внепарламентские комиссии могут рассматриваться как инструмент совещательной демократии и имеют в Швейцарии давние традиции. Примеры: Комиссия по мировому присутствию Швейцарии, Комиссия Швейцарии по питанию, Комиссия Швейцарии по вопросам детства и материнства.